# Chrysopa calathina
Chrysopa calathina är en insektsart som beskrevs av C.-k. Yang och X.-k. Yang 1989. Chrysopa calathina ingår i släktet Chrysopa och familjen guldögonsländor. Inga underarter finns listade i Catalogue of Life.